# Styracosterna
De Styracosterna zijn een groep dinosauriërs behorend tot de Euornithopoda.
Paleontoloog Paul Sereno benoemde in 1986 een klade Styracosterna, de "puntborstbenen" naar een mogelijke synapomorfie, gedeelde nieuwe eigenschap, van de groep, voor die Iguanodontia die meer afgeleid waren dan Probactrosaurus.
In 1998 gaf Sereno echter een afwijkende definitie: alle Ankylopollexia die nauwer verwant zijn aan Parasaurolophus dan aan Camptosaurus.
In 2004 gaf David Norman, over het hoofd ziend dat Sereno zijn definitie al aanzienlijk veranderd had en Probactrosaurus een meer afgeleide positie toekennend, een informele definitie als "Lurdusaurus en alle Iguanodontia die meer afgeleid zijn".
In 2005 verbeterde Sereno zijn definitie in: de groep bestaande uit Parasaurolophus walkeri (Parks 1922) en alle soorten nauwer verwant aan Parasaurolophus dan aan Camptosaurus dispar (Marsh 1879).
De groep bestaat uit grote plantenetende Iguanodontiërs uit Amerika, Azië en Europa, die voorkomen vanaf het Barremien, 130 miljoen jaar geleden, tot en met het Maastrichtien, toen ze 65 miljoen jaar geleden uitsterven samen met alle andere dinosauriërs behalve de vogels.
De Styracosterna zijn de zustergroep van de Camptosauridae.